# Roy Cobb
Roy W. Cobb (18 de junho de 1914 - Janeiro de 1990) foi um soldado que serviu com a 1ª Divisão Blindada anos antes de se alistar no pára-quedistas com o Easy Company, 2º Batalhão, 506º Regimento de Infantaria Pára-quedista, na 101ª Divisão Aerotransportada do Exército dos Estados Unidos durante a Segunda Guerra Mundial. Durante o serviço militar, a patente de Roy sempre foi de soldado. Cobb foi retratado na minissérie da HBO Band of Brothers por Craig Heaney.

## O serviço militar
Cobb tinha servido o exército 9 anos antes de se alistar na infantaria paraquedista. Durante esse tempo, ele participou de um pouso de assalto na África, com a 1ª Divisão Blindada. Ele também sobreviveu a um ataque com torpedos que afundaram o navio de tropas ele estava em viagem de volta aos Estados Unidos.
Na II Guerra Mundial, durante o salto na Normandia em 6 de junho de 1944, ele foi ferido dentro do avião e foi incapaz de saltar. Cobb saltou na Holanda durante a Operação Market Garden, também lutou na Batalha do Bulge em Bastogne. E, em janeiro/fevereiro de 1945, ele foi selecionado para uma patrulha em Haguenau.
Cobb foi dispensado do serviço após agredir Jack Foley, o comandante do pelotão, em Haguenau, após consumir uma garrafa de aguardente. Enquanto aguardava os papéis da corte marcial, Robert Sink disse: "Foley, você poderia ter livrado a todos nós um monte de problemas se atirasse nele".
Cobb morreu em janeiro de 1990, em Niagara, Nova York.

## Band of Brothers
Ele foi retratado em Band of Brothers como uma pessoa muito hostil, amarga, e em alguns momentos covarde. Muitos acham isso porque ele atuou muito tempo no exército, mas nunca foi promovido. No entanto, ele é descrito por Stephen E. Ambrose no livro Band of Brothers como uma pessoa de boa índole. Uma nota polêmica ocorreu durante o episódio "The Last Patrol", na qual Cobb fica bêbado depois da patrulha e é ligeiramente repreendido pelo tenente Jones e John Martin.
Na realidade, Cobb estava discutindo com Jack Foley. Dois homens tiveram de contê-lo e John Martin puxou sua pistola M1911 e apontou-a para ele. Esse momento não foi retratado na série, mas vários outros eventos representando-o como uma pessoa amarga foram mostrados na série, mas nada é mencionado no livro.